# Ceanothus hearstiorum
Ceanothus hearstiorum är en brakvedsväxtart som beskrevs av Robert Francis Hoover och Roof. Ceanothus hearstiorum ingår i släktet Ceanothus och familjen brakvedsväxter. Inga underarter finns listade i Catalogue of Life.

## Bildgalleri

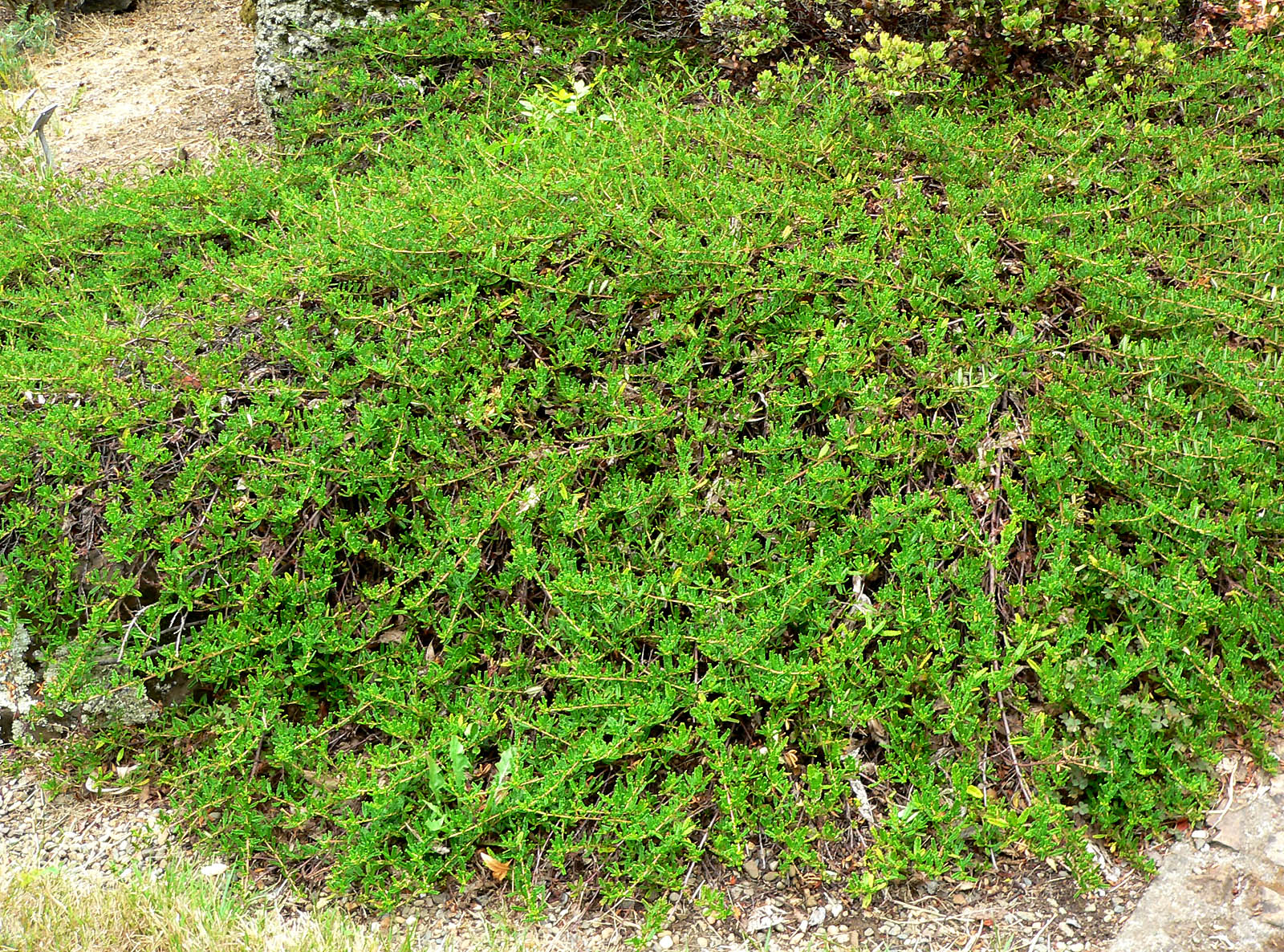
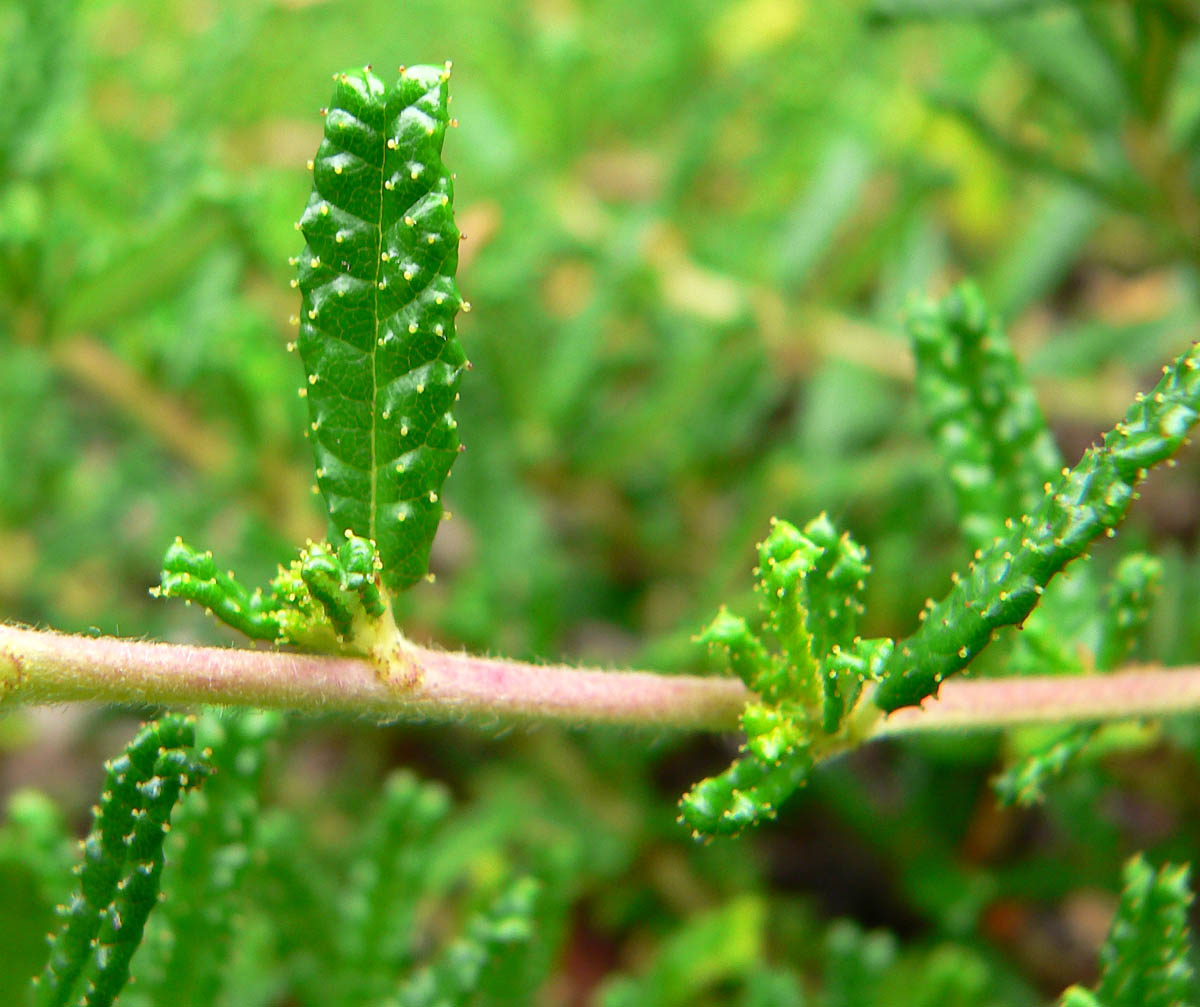
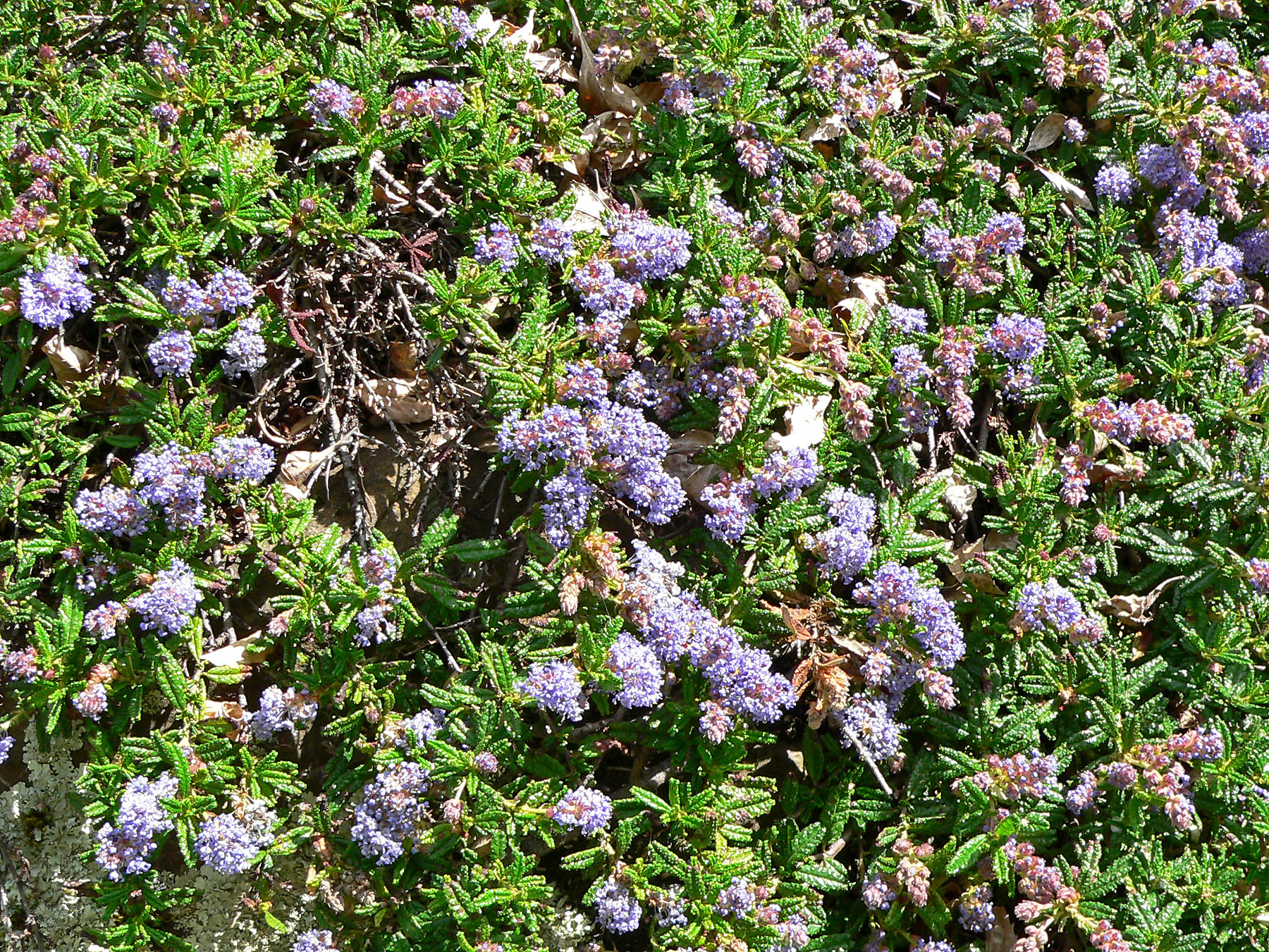
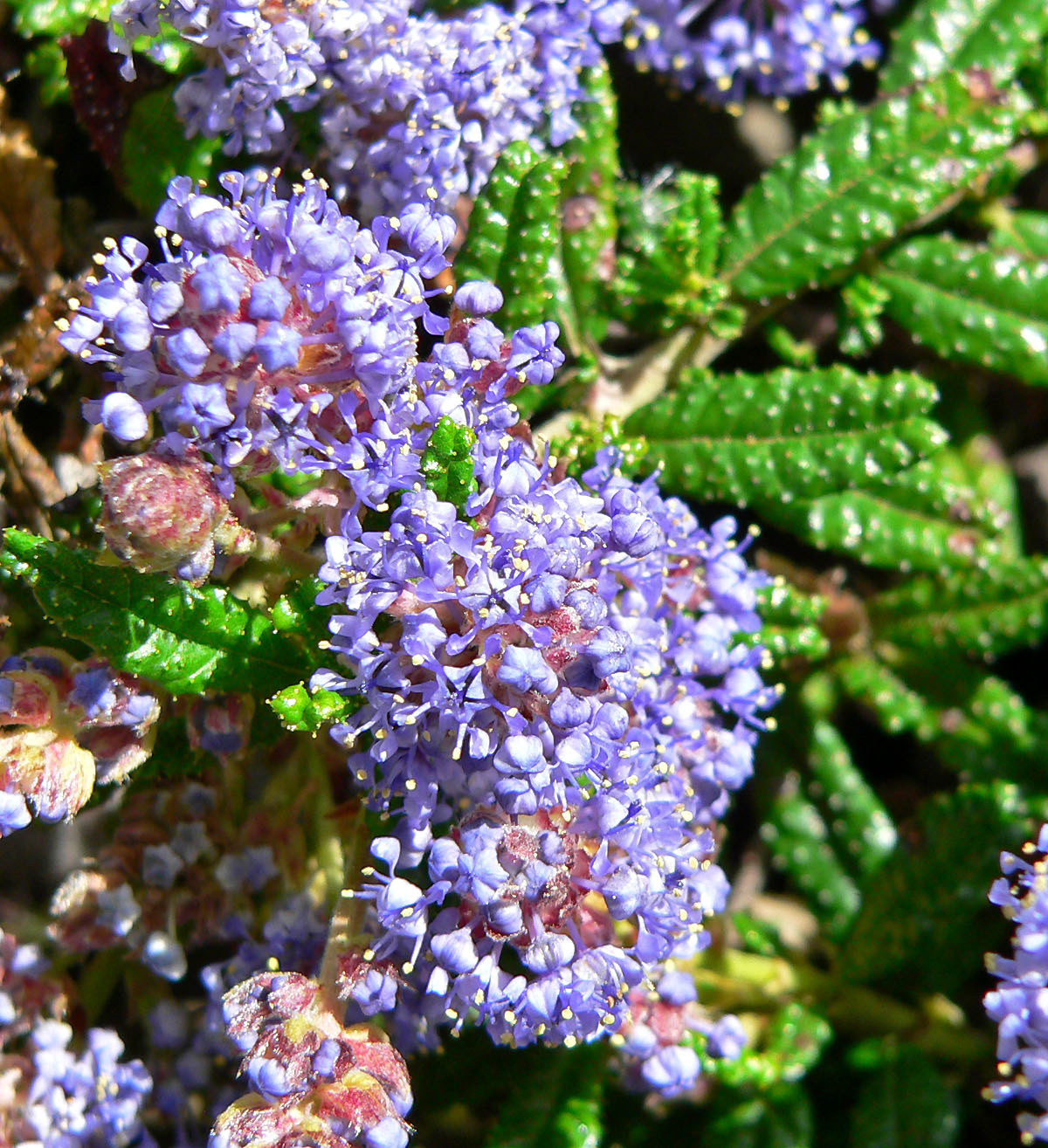
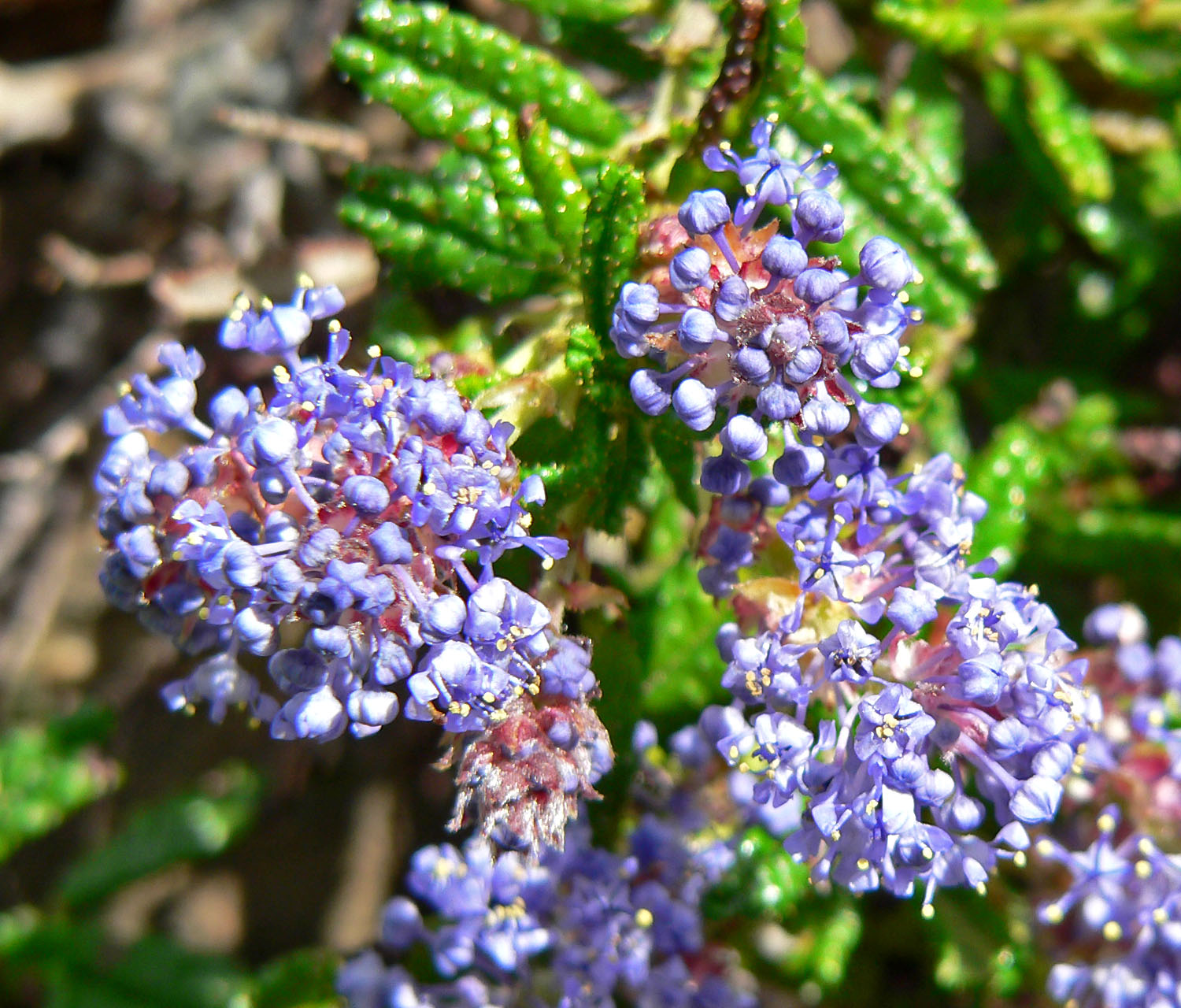
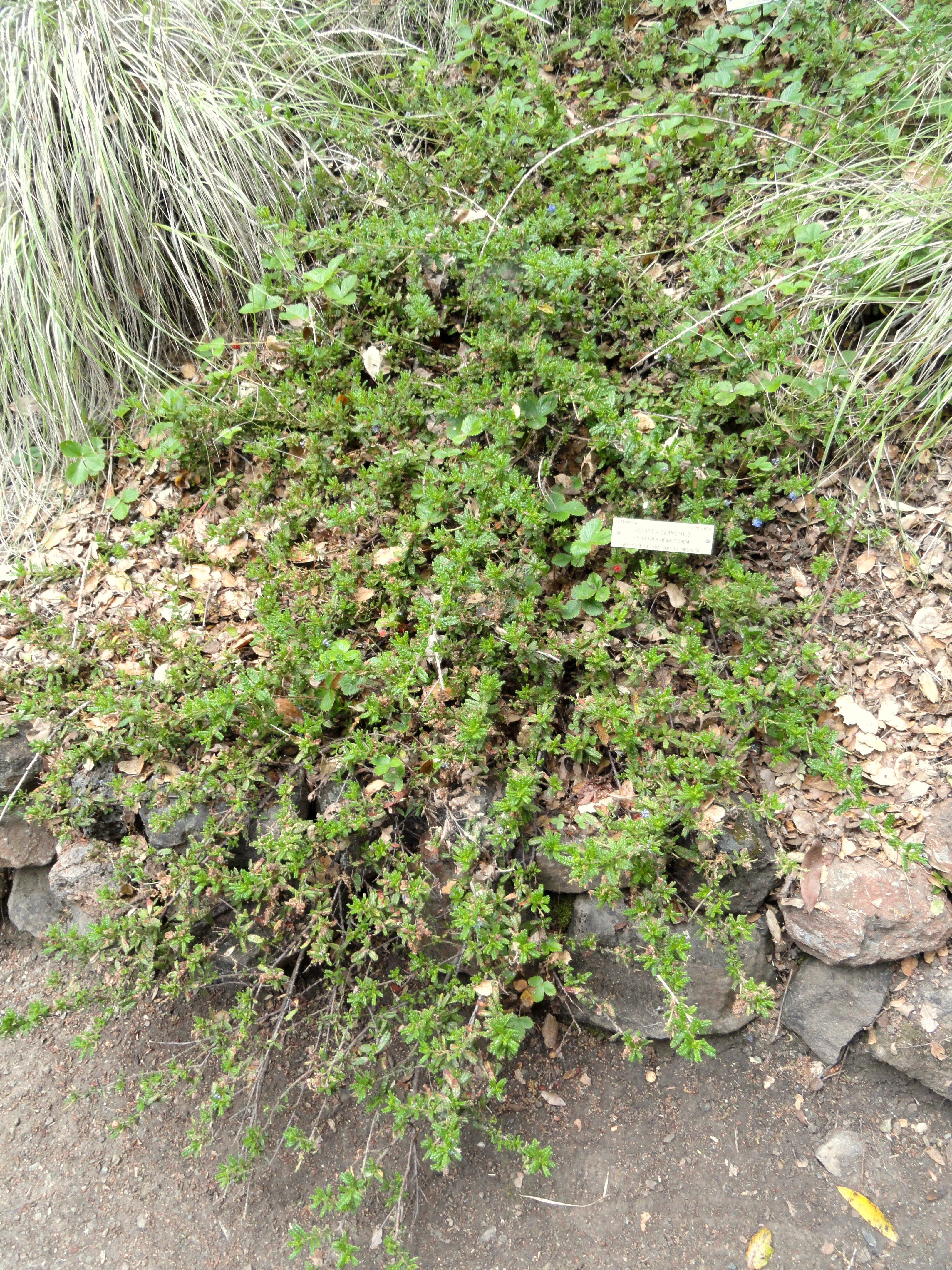